# Ulisses Correia e Silva
Ulisses Correia e Silva là doanh nhân và chính khách Cabo Verde. Trước đây, ông từng giữ chức vụ Bộ trưởng Tài chính Cabo Verde từ năm 1999 đến năm 2001. Hiện tại, ông đang giữ chức vụ thủ tướng Cabo Verde kể từ ngày 22 tháng 4 năm 2016.